# Bollywood Movie Award/Bester Playbacksänger
Der Bollywood Movie Award Best Playback Singer Male ist eine Kategorie des jährlichen Bollywood Movie Awards für indische Filme in Hindi.
Shankar Mahadevan ist zweimaliger Gewinner.
Liste der Preisträger:
| Jahr | Film & Song                                | Sänger            |
| ---- | ------------------------------------------ | ----------------- |
| 1999 | Kuch Kuch Hota Hai – Kuch Kuch Hota Hai    | Udit Narayan      |
| 2000 | kein Preis                                 | kein Preis        |
| 2001 | Kaho Naa... Pyaar Hai – Na Tum Jaano       | Lucky Ali         |
| 2002 | Dil Chahta Hai – Dil Chahta Hai            | Shankar Mahadevan |
| 2003 | The Legend of Bhagat Singh – Pagdi Sambhal | Sukhwinder Singh  |
| 2004 | Kal Ho Naa Ho – Pretty Woman               | Shankar Mahadevan |
| 2005 | Murder – Kaho Na Kaho                      | Amir Jamal        |
| 2006 | -                                          | Kunal Ganjawala   |
| 2007 | Fanaa – Chand Sifarish                     | Shaan             |